# Chaetocnema bicolor
Chaetocnema bicolor är en skalbaggsart som beskrevs av Gentner 1928. Chaetocnema bicolor ingår i släktet Chaetocnema och familjen bladbaggar. Inga underarter finns listade i Catalogue of Life.